# 限制刑事责任能力人
限制刑事责任能力人是指刑法中规定具有承担刑事责任的能力，但应当或可以减轻和从轻处罚的主体。

## 台灣
根據中華民國刑法第18條至第20條，限制責任能力人包括四種情况，可以減輕其刑：
1. 十四歲以上未滿十八歲之人
2. 80歲以上之人
3. 行為時因精神障礙或其他心智缺陷之原因，導致其辨識行為是否違法的能力，或其控制行為的能力，顯著減低者。若為故意或過失自行招致者（例如醉酒後駕車），則不適用。[1]
4. 瘖啞人，出生或自幼為聽力障礙且言語障礙者。[2]

## 中國
根據中華人民共和國刑法第17條至第19條，限制刑事責任能力人具有承担刑事责任的能力，但应当或可以减轻、从轻或免除处罚，包括五種不同的情况：
1. 已滿十四歲不滿十六歲的人，犯故意殺人、故意傷害致人重傷或死亡、強姦、搶劫、販賣毒品、放火、爆炸、投放危險物質罪，應從輕或減輕處罰。
2. 已滿十二歲不滿十四歲的人，犯故意殺人、故意傷害罪，致人死亡或以特別殘忍手段致人重傷造成嚴重殘疾，情節惡劣，經最高人民檢察院核准追訴的，並應從輕或減輕處罰。
3. 已滿七十五歲的人故意犯罪，可以從輕或減輕處罰；若為過失犯罪的，應當從輕或減輕處罰。
4. 尚未完全喪失辨認或控制自己行為能力的精神病患犯罪，可以從輕或減輕處罰。
5. 又聾又啞的人或盲人犯罪，可以從輕、減輕或免除處罰。